# ジョーダン・テゼ
ジョーダン・テゼ（Jordan Teze、1999年9月30日 - ）は、オランダ・フローニンゲン出身のサッカー選手。ASモナコ所属。ポジションはDF。
名前のジョーダンはヨルダンとも表記される。

## クラブ経歴
オランダのフローニンゲン生まれだが、コンゴ民主共和国の国籍も持つ。2007年にPSVアイントホーフェンの下部組織に加入し、2017年10月20日、BチームであるヨングPSV在籍時、RKCヴァールヴァイク戦でプロデビューを飾った。年が明けた1月29日のFCアイントホーフェン戦ではプロ初ゴールも記録している。そして翌2018-19シーズン、8月25日のPECズヴォレ戦にてトップチーム初出場を果たした。
2024年8月20日、ASモナコに移籍した。

## 代表経歴
オランダの各世代別代表を経て、2022年6月8日、UEFAネーションズリーグのウェールズ代表戦にてオランダ代表初キャップを刻んだ。

## タイトル
PSVアイントホーフェン
- エールディヴィジ : 1回 (2023-24)
- KNVBカップ : 2回 (2021-22, 2022-23)
- ヨハン・クライフ・スハール : 3回 (2021, 2022, 2023)